# Vostočnoe Izmajlovo
Il quartiere Vostočnoe Izmajlovo (in russo Район Восточное Измайлово?, "Izmajlovo orientale") è un quartiere di Mosca sito nel Distretto Orientale.
Occupa parte dell'area dell'abitato di Izmajlovo, già noto nel XV secolo, a sua volta derivato dal nome del suo proprietario, un turco di nome Izmajl. Dal XVI secolo diventa proprietà dei boiari della famiglia dei Romanov, che ne fanno una tenuta privata. Successivamente, il nome Izmajlovo fu esteso a tutta l'area a nord e all'est dell'abitato.
Entra a far parte del territorio di Mosca nel 1935 e la metropolitana lo raggiunge nel 1961. Fino al 1991 era parte del quartiere Pervomajskij.